# Dakota Johnson
Dakota Mayi Johnson (Austin (Texas), 4 oktober 1989) is een Amerikaans actrice en fotomodel.

## Biografie
Dakota Johnson werd geboren in Austin (Texas) als dochter van acteur Don Johnson en actrice Melanie Griffith. Ze is de kleindochter van voormalig kindacteur Peter Griffith en Golden Globe-winnares Tippi Hedren. Ze ging na de Aspen Community School in Aspen (Colorado), een jaar naar de Santa Catalina School in Monterey (Californië) en uiteindelijk naar de prive-school New Roads School in Santa Monica (Californië). Ze kreeg interesse in modellenwerk op 12-jarige leeftijd na een fotoshoot voor Teen Vogue.
In 1999 maakte Johnson haar filmdebuut in Crazy in Alabama waar zij en haar halfzuster, Stella Banderas, de dochters speelden van hun echte moeder, Melanie Griffith. De film werd geregisseerd door haar toenmalige stiefvader Antonio Banderas. In 2006 werd ze verkozen als Miss Golden Globe. 
Johnson tekende in 2006 een contract bij IMG Models. Hoewel haar focus op het acteren gericht is, doet ze ook nog regelmatig modellenwerk. In 2015 brak ze door als actrice dankzij een rol (als Anastasia Steele) in de verfilming van Fifty Shades of Grey.
In 2025 kreeg ze de Golden Raspberry Award voor slechtste actrice voor haar rol in Madame Web, die ook de Golden Raspberry Award kreeg voor slechtste film.